# Онопенко Оксентій Дмитрович
Оксе́нтій Дми́трович Оно́пенко (рос. Аксентий Дмитриевич Онопенко; нар. 10 вересня 1948, Великі Крушлинці) — український громадський діяч у Росії. Член редакційної колегії газети «Український кур'єр», що виходила у Москві у 1990-х роках. Голова регіональної громадської організації «Український історичний клуб» у Москві. Член ради Товариства української культури «Славутич» у Москві. Кандидат економічних наук.

## Біографічні відомості
Трудову діяльність розпочав після закінчення Вінницького агролісомеліоративного технікуму залізничного транспорту (1967 р.) майстром на Казахській залізниці, спочатку в Кандагачській (Актюбінська область), потім в Кушмурунській (Кустанайська область) дистанції залізниці, звідки був переведений на посаду першого заступника головного редактора двомовної газети «Женис туи» — «Прапор Перемоги» (Кустанайська область). З відзнакою закінчив Московський державний інститут міжнародних відносин МЗС СРСР (МГИМО МИД СССР) за спеціальністю «міжнародні економічні відносини» і наукову аспірантуру Академії суспільних наук при ЦК СЄПН (die Akademie für Gesellschaftswissenschaften beim ZK der SED) в Берліні (НДР). Навчаючись в інституті, став ленінським стипендіатом, був обраний членом парткому, а згодом заступником секретаря парткому інституту. Тривалий час працював на партійній роботі в Москві (1977 — 1987 рр.) та в структурах РМ СРСР, а також генеральним директором спільного радянсько-югославсько-швейцарського підприємства (1992 — 1998 рр.), заступником генерального директора-коммерційним директором відкритого акціонерного товариства «Московський жировий комбінат» (1998 — 2003 рр.). Одночасно викладав в галузевих інститутах теоретичні основи створення і діяльності спільних підприємств, міжнародних економічних відносин, зовнішньої торгівлі. Працював в Головному архівному управлінні Москви, де очолював відділ бюджетного планування та економічного аналізу.
Захоплюється дослідженням джерел «Слова о полку Ігоревім». Автор словника давньослов'янських назв «Время Бусово» (Москва, 2003). Уклав словник «Образи української міфології в історії і географії». Дослідник хронік, літописів на старогрецькій, латинській, готській мовах, зокрема, опису Скіфії Геродота, «Підручника з географії» Клавдія Птолемея, опису діянь готів Йордана, праць Прокопія Кесарійського, історичного матеріалу IX сторіччя — списку т. з. «Баварського географа» та інших. На основі свідчень стародавніх хронік, вивчення старожитніх топонімів, гідронімів, полінонімів на теренах України і суміжних земель підготував низку праць з історичної географії, історії України. Автор понад 200 публікацій в періодичній пресі України, Казахстану, Російської Федерації, НДР та більш 100 публікацій в електронній мережі.
У його публікаціях за 2022 рік місцем проживання вказана Австрія.

## Праці
- Онопенко Аксентий. Время Бусово: Словарь древнеславянских названий. — Москва: Российский писатель, 2003. — 128 с.
- Onopenko Axenti. Zu Fragen der Intensivierung und internationalen wissenschaftlich-technischen Zusammenarbeit auf dem Gebiet der Agrarproduktion. In «Thematische Information und Dokumentation», Heft 75. Akademie für Gesellschaftswissenschaften beim ZK der SED. Berlin, 1989.